# Boa, Krogsereds socken
Boa är en by i Krogsereds socken, Falkenbergs kommun, Hallands län. Den ligger utmed Vismen och var den fjärde största byn i socknen (efter Krogsereds by, Stixered och Rya), fram till 2008. Numera bor det endast tre fastboende där.
Byn är belägen 1,5 km från Krogsered-Fegen-vägen. Dessutom är infartsvägen en återvändsgränd.
På 1800-talet fram till 1930-talet gick en väg genom skogen till grannbyn Tångabo och sedan vidare till nästa grannby, Stixered. Vägen användes för att frakta varor till försäljning, som spannmål, fisk och boskap.  Men kunde man inte sälja eller köpa det man ville, kunde man åka vidare till Fegen eller Torup.
På senare år har Boa blivit mest känt över sin blomsteraffär. Bortsett från Tångabo och Stixered, finns även grannbyarna Krogsereds by och Vismhult.